# Saitama Super Arena
De Saitama Super Arena (Japans: さいたまスーパーアリーナ, Saitama Sūpā Arīna) is een multifunctioneel stadion in de wijk Chuo-ku in de Japanse stad Saitama. De maximale capaciteit van de arena is 37.000. Tijdens sportwedstrijden (basketbal, volleybal, tennis, ijshockey, gymnastiek, boksen, MMA of professioneel worstelen) is de capaciteit rond de 20.500. Het is mogelijk om een deel van de tribune te verplaatsen, waardoor de capaciteit minder wordt. De Saitama Super Arena is de enige Japanse arena waarin American Football gespeeld kan worden.
De arena is een van de thuisstadia van het Japanse professionele basketbalteam de Saitama Broncos, het andere is de Stedelijke sporthal in Tokorozawa.
In het complex bevond zich van 2000 tot 2010 het John Lennon-museum.

## Evenementen
- In 2000 vond er een NHL ijshockeywedstrijd plaats tussen de Nashville Predators en de Pittsburgh Penguins.
- In 2003 werden er twee NBA basketbalwedstrijden gespeeld tussen de Seattle SuperSonics en de Los Angeles Clippers.
- Op 5 mei 2003 was er een concert van Kei Yasuda.
- Op 7 februari 2005 werden er enkele worstelwedstrijden gespeeld. Deze behoorden tot het WWE RAW-programma. Hoogtepunten van die avond waren de wedstrijd tussen Ric Flair en Shawn Michaels en de finale van de WWE World Heavyweight Championship Triple H tegen Adam Copeland (beter bekend als Edge).
- Op 26 en 27 oktober 2005 waren er concerten van Queen en Paul Rodgers. Deze werden op dvd vastgelegd en uitgebracht onder de titel Super Live in Japan.
- In 2006 werd de finale van het Wereldkampioenschap basketbal 2006 gespeeld in de arena.
- In 2006 vond er een festival plaats, georganiseerd door Hikaru Utada.
- Op 20 en 21 oktober 2006 waren er concerten van Mariah Carey.
- Op 29 en 30 november en 4 december 2006 vonden er 3 concerten van U2 plaats.
- Op 1 april 2007 werd Berryz Kobo de groep met de tot dan toe jongste artiesten (met de gemiddelde leeftijd van 13,8) die een concert gaf in de Saitama Super Arena.[1][2]
- Op 31 december 2007 vond het festival Yarennoka! plaats in de arena, als promotie van MMA, georganiseerd door voormalig PRIDE F.C. stafleden.
- Op 23 januari en 24 januari 2010 vonden er twee concerten van Green Day plaats. Deze werden opgenomen en uitgebracht op DVD/Blu-ray op het album Awesome as Fuck.
- De The Born This Way Ball Tour van Lady Gaga passeerde op 10, 12 en 13 mei 2012.
- Van 27 februari tot en met 2 maart 2015 vonden er op vier opeenvolgende avonden vier concerten plaats van One Direction in het kader van hun wereldwijde concerttournee, de On the Road Again Tour. 5 Seconds of Summer speelde in Saitama het voorprogramma.
- De Rebel Heart Tour van Madonna deed de arena aan op 13 en 14 februari 2016.
- Op 27 en 28 maart 2018 speelde 5 Seconds of Summer er in het kader van de tournee Witness: The Tour.
- Van 25 juli tot 8 augustus 2021 werd in de Saitama Super Arena de basketbal-teamcompetitie van de Olympische Zomerspelen 2020 gehouden.